# ميريلاند (مسلسل تلفزيوني)
ماريلاند  مسلسل تلفزيوني درامي بريطاني الأصل باللغة الانجليزية.  عرض المسلسل لأول مرة في 22 مايو من عام 2023 على قناة ITV ومنصة البث الجديدة ITVX .  تم بث المسلسل في أستراليا على BritBox في 25 يناير 2024.  في مايو 2024 تم بث المسلسل على قناة PBS في الولايات المتحدة . 

## الملخص
تدور أحداث المسلسل حول أختين متباعدتين يسترجعان الاتصال بعد الوفاة المفاجئة لوالدتهما في جزيرة مان . 

## فريق العمل
- سوران جونز في دور بيكا
- إيف بيست في دور روزالين
- هيو كوارشي في دور بيت
- جورج كوستيجان في دور ريتشارد
- دين لينوكس كيلي في دور جاكوب
- أندرو نوت في دور جيم
- ريانون كليمنتس في دور لورين
- ياسمين ديفيز في دور مولي
- ستوكارد تشانينج في دور كاثي
- جودي كليفتون في دور ماري
- بن أديس في دور DT إيان كويل
- ستيف لايسي كمحامي
- جيرالدين ماكاليندين في دور مالوري
- إيد وايت في دور نيك

## تطور الأحداث
أيرلندا هي البلد الذي تم فيه تصوير حلقات المسلسل. 

## استقبال النقاد
وصف نيك هيلتون في صحيفة الإندبندنت المسلسل بأنه "صورة مؤثرة للأخوة" و مثير للقشعريرة.  أعطت لوسي مانجان في صحيفة الجارديان المسلسل 4 نجوم من أصل 5. 

## روابط خارجية
- ميريلاند  على قاعدة بيانات الأفلام على الإنترنت (بالإنجليزية).